# Birmese drieklauw
De Birmese drieklauw (Nilssonia formosa) is een schildpad uit de familie weekschildpadden (Trionychidae).

## Naam en indeling
De wetenschappelijke naam van de soort werd voor het eerst voorgesteld door John Edward Gray in 1869. Oorspronkelijk werd de wetenschappelijke naam Trionyx formosus gebruikt.
De soortaanduiding formosus komt uit het Latijn en betekent vrij vertaald 'mooi'.

## Uiterlijke kenmerken
Met een maximale rugschild van 65 centimeter is het een wat grotere soort, het schild is olijfkleurig groen tot bruin en rond van vorm. De kop en poten zijn groengrijs tot bruingrijs van kleur, de bovenzijde van de kop heeft een fijn patroon van kleine, donkere tot zwarte vlekjes. De snuitpunt is lang en spits. Het buikschild is wit, de onderzijde van de kop en nek zijn meer witgrijs van kleur. Onder het buikschild zijn vier verdikkingen aanwezig. Juveniele dieren hebben vier grote, ronde en oog-achtige vlekken op het rugschild die lichtere en donkere randen hebben en sterk afsteken. Deze vlekken doen wat denken aan een pauw en verdwijnen langzaam naarmate de schildpad ouder wordt. De zwemvliezen tussen de tenen zijn goed ontwikkeld en de kop heeft een spitse snuitpunt.

## Verspreiding en habitat
De Birmese drieklauw werd lange tijd beschouwd als endemisch in Myanmar maar werd later ontdekt in de Chinese provincie Yunnan. De naam is te danken aan de oude naam van Myanmar dat vóór een militaire coup in 1962 nog Birma heette. De schildpad leeft alleen in de rivieren Irrawaddy, Sittang, en Salween. Er leeft ook een kolonie bij de Maha Myat Muni Tempel in Mandalay. De habitat bestaat uit stilstaande tot traag stromende wateren zoals grote rivieren en meren met een zanderige bodem. De soort is aangetroffen van zeeniveau tot op een hoogte van ongeveer 200 meter boven zeeniveau. 

## Levenswijze
De schildpad leeft vermoedelijk van vlees als vissen, slakken en tweekleppigen. Er zijn nog weinig dieren in het wild bestudeerd. De schildpadden worden gezien als heilig en zijn vaak te zien in vijvers van tempels. De dieren worden door de lokale bevolking gevoerd met kip en rijst. Veel exemplaren vertonen afwijkingen, vermoedelijk door inteelt of ongeschikte voeding.
De eieren worden door de vrouwtjes afgezet in zandbanken, een nest telt ongeveer twintig eieren.

## Beschermingsstatus
Door de internationale natuurbeschermingsorganisatie IUCN is de beschermingsstatus 'ernstig bedreigd' toegewezen (Critically Endangered of CR).